# Ortwin Beisbart
Ortwin Beisbart (* 1939) ist ein deutscher Germanist und Fachdidaktiker im Fach Deutsch.

## Leben
Nach dem Abitur 1959 studierte er Germanistik, evangelische Theologie, Pädagogik und Philosophie an den Universitäten Tübingen und Erlangen (1. (1964) und 2. Staatsexamen (1966) für ein Lehramt an Gymnasien). Er war wissenschaftlicher Assistent und wissenschaftlicher Mitarbeiter an der PH Regensburg (1970–1972) und der Universität Regensburg (1972–1987). Nach der Promotion 1974 und der Habilitation 1987 war er Inhaber des Lehrstuhls für Didaktik der deutschen Sprache und Literatur an der Otto-Friedrich-Universität Bamberg.
Seine Arbeits- und Forschungsschwerpunkte sind Schreibdidaktik, Didaktik des Lesens, Geschichte und Didaktik der Kinder- und Jugendliteratur, Konzepte der Literaturdidaktik, Spieldidaktik, Geschichte des Deutschunterrichts und Schulbuchkonzepte.

## Schriften (Auswahl)
- Möglichkeiten literaturdidaktischer Entscheidungen. Kritische Untersuchungen zum Problem der literarischen Wertung in der Literaturdidaktik. Frankfurt am Main 1975, ISBN 3-261-00982-9.
- Ganzheitliche Bildung und muttersprachlicher Unterricht in der Geschichte der höheren Schule. Untersuchungen zu Fundierung und Praxis von Deutschunterricht zwischen 1750 und 1850. Frankfurt am Main 1989, ISBN 3-631-42026-9.
- mit Dieter Marenbach: Bausteine der Deutschdidaktik. Ein Studienbuch. Didaktik. Donauwörth 2010, ISBN 978-3-403-03752-1.
- mit Rudolf Daniel und A. Yael Deusel: Jüdisches Bamberg. Ein Gang durch die Stadt. Bamberg 2020, ISBN 3-940821-75-6.